# Gary Speed
Gary Andrew Speed (8. září 1969 Mancot – 27. listopadu 2011 Huntington) byl velšský fotbalový trenér a profesionální fotbalista. Hrával na postu levého či středního záložníka.

## Klubová kariéra
Speed byl odchovanec Leedsu United, se kterým v roce 1988 podepsal svoji první profesionální smlouvu. V dresu Leedsu se mu podařilo vyhrát Football League First Division v sezóně 1991/92 (poslední sezóna před vznikem Premier League). Následně hrál za Everton, Newcastle United, Bolton Wanderers a Sheffield United. Svoji profesionální kariéru ukončil v roce 2010.

## Reprezentační kariéra
Speed odehrál tři zápasy za velšskou reprezentaci do 21 let.
Byl kapitánem velšské fotbalové reprezentace až do ukončení své reprezentační kariéry v roce 2004. Mezi lety 1990 a 2004 odehrál 85 reprezentačních zápasů, ve kterých vstřelil 7 branek. Do roku 2018, kdy jeho rekord překonal Chris Gunter, byl Speed hráčem s nejvyšším počtem reprezentačních startů.

## Trenérská kariéra
V roce 2010 se Speed stal trenérem Sheffieldu United, ve kterém ukončil svoji hráčskou kariéru. Klub opustil v prosinci 2010, kdy se stal trenérem velšské fotbalové reprezentace. Po jeho smrti se stal novým trenérem Chris Coleman.

## Osobní život
V roce 2011 spáchal sebevraždu oběšením. Gary Speed byl v dětství svěřencem fotbalového trenéra Barryho Bennella, později odsouzeného za sexuální zneužívání nezletilých. Později dvakrát podával svědectví ve věci zneužívání, avšak souvislost se sebevraždou se neprokázala.

## Ocenění

### Klubová

#### Leeds United
- Football League First Division: 1991/92[16]
- Football League Second Division: 1989/90[17]
- Charity Shield: 1992[18]

### Individuální
- Jedenáctka sezóny Premier League: 1992/93[19]